# Gert R. Jonassen
Gert Rinaldo Jonassen (født 17. januar 1959 på Frederiksberg) er en dansk merkonom, der var ordførerende direktør i Arbejdernes Landsbank fra 2005 til 2022.
Han blev handelsskoleuddannet i 1976 og efterfølgende uddannet bankassistent i Arbejdernes Landsbanks filial på Bispebjerg, ligesom han har gennemført en merkonomuddannelse.
Efter at have haft forskellige roller i Arbejdernes Landsbank blev Gert R. Jonassen i 1994 udnævnt til EDB-og organisationschef. I 2004 blev han udnævnt som bankdirektør og i 2005 ordførende direktør.
Ved siden af sit virke var han 2009-2020 bestyrelsesformand i Bankernes EDB Central.